# Ptyngidricerus albardanus
Ptyngidricerus albardanus är en insektsart som först beskrevs av Robert McLachlan 1891.
Ptyngidricerus albardanus ingår i släktet Ptyngidricerus och familjen fjärilsländor.

## Underarter
Arten delas in i följande underarter:
- Ptyngidricerus albardanus albardanus
- Ptyngidricerus albardanus pterostigmatus